# كارل وارنر
كارل وارنر (بالإنجليزية: Karl Warner)‏ هو منافس ألعاب قوى أمريكي، ولد في 23 يونيو 1908 في Woodbury, Connecticut ‏ في الولايات المتحدة، وتوفي في 5 سبتمبر 1995 في روتشستر في الولايات المتحدة.

## وصلات خارجية
- كارل وارنر على موقع أوليمبيديا (الإنجليزية)